# Big Black
Big Black fue una banda de noise rock y post-hardcore proveniente de Evanston, Illinois, Estados Unidos. Fue fundada por el guitarrista rítmico y cantante Steve Albini en 1981, luego uniéndose el guitarrista Santiago Durango y el bajista Jeff Pezzati, ambos provenientes de la banda Naked Raygun. Sin embargo, en 1985, Pezzati fue reemplazado por Dave Riley. Ya en 1987, luego de lanzar Songs About Fucking y en la cima de popularidad de la banda, Big Black se separó.
Se caracterizan por ser abrasivos y ásperos en su música, con el sonido de guitarra de Albini descrito por él mismo, en los créditos de Atomizer (1986), como guitarra clank. Otra característica suya fue usar una caja de ritmos en vez de una batería, la cual les otorgó un sonido con tintes industrial.
Big Black lanzó dos álbumes de estudio, otros dos en vivo, dos recopilaciones, cuatro EP y cinco sencillos. Todas estas publicaciones fueron lanzadas por discográficas independientes. La mayoría del catálogo de la banda fue mantenido en stock por la discográfica Touch & Go Records, años después de la separación de la banda.

## Historia

### 1981 - 1982: Formación yLungs

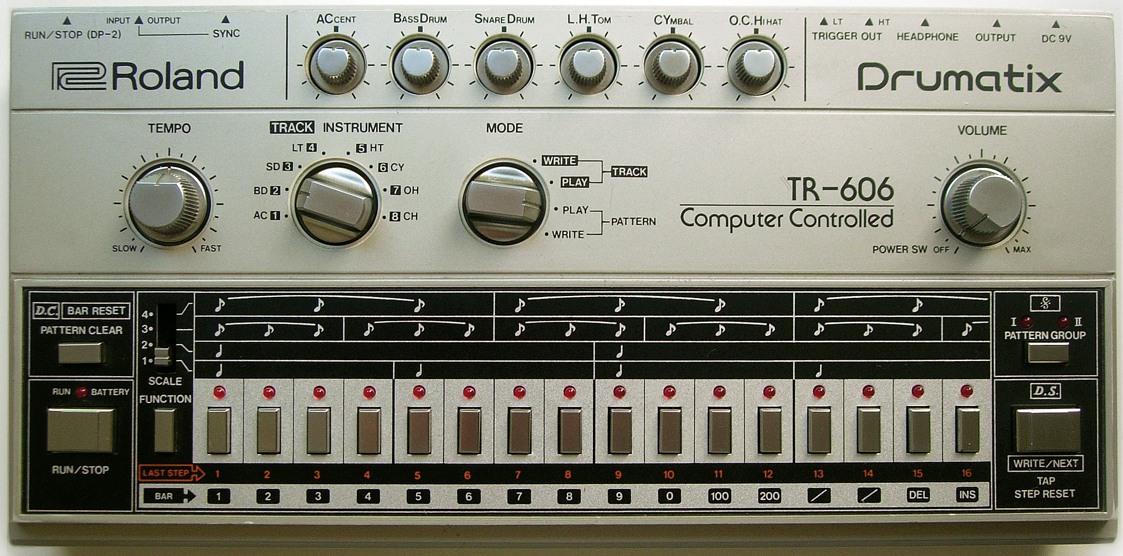
Una caja de ritmos Roland TR-606, modelo utilizado por Steve Albini para generar el sonido de batería de Big Black.

Big Black fue formado por Steve Albini en 1981, durante su segundo año en la Universidad de Northwestern. Albini se había convertido en fan del punk rock durante sus años de secundaria en Missoula, Montana. Aprendió a tocar bajo a fines de 1979, año en el que se graduó de secundaria, mientras se recuperaba de una lesión en su pierna resultado de un choque mientras manejaba su motocicleta. El año siguiente, y después de moverse a Evanston, Illinois a estudiar periodismo, Albini se sumergió en la escena punk de Chicago, convirtiéndose en fan devoto de la banda Naked Raygun. También fue el DJ para la estación de radio de su universidad, trabajo del cual fue despedido varias veces por tocar música ruidosa en el horario de mañana. Albini escribió una polémica columna para el periódico escolar, titulada "Tired of Ugly Fat?", con fuertes quejas sobre la escena musical de Chicago, lo que polarizó a los lectores en, u odiarlo, o respetarlo.
Albini empezó a tocar en bandas de la universidad, incluyendo una banda de corta vida de corte new wave llamada Stations, que usaba una caja de ritmos. Albini vio inmediatamente las ventajas que tenía una caja de ritmos contra un baterista real, puesto que podía tocar muy rápido sin cansarse, y siempre mantenía el ritmo. Albini compró una caja de ritmos Roland TR-606, y empezó a componer ritmos en ella, que luego fueron las primeras canciones de Big Black. Sin embargo, no podía encontrar otros músicos que satisfacen sus necesidades; luego escribiría en Forced Exposure que "no podía encontrar a alguien que no apestara como salido del ano de un cerdo". En vez de reclutar más miembros, en el otoño de 1981 compró una guitarra eléctrica, pidió prestada una grabadora de 4 pistas de un amigo — en un intercambio por un par de cervezas — y pasó su semana de vacaciones de otoño grabando lo que sería el EP Lungs, manejando las labores de bajo, guitarra y canto, y programando a Roland para que tocara los ritmos de batería. Influenciado por bandas como Cabaret Voltaire, Killing Joke y The Cure, Lungs es descrito por el autor de Our Band Could Be Your Life Michael Azerrad como "frío, oscuro y difícil de escuchar", con letras que hablaban de adictos al crack y a pedófilos. Albini luego admitió que este EP es "uno de los pocos arrepentimientos artísticos que tengo".
Albini llamó a su nuevo proyecto "Big Black", explicando que "todas las cosas de las que los niños están asustados son grandes y negras, en general". Usó su nueva grabación para nuevamente intentar reclutar miembros a su proyecto, brevemente tocando con el guitarrista de Minor Threat Lyle Preslar, que también estudiaba en la Northwestern University; sin embargo, los dos demostraron ser incompatibles musicalmente. Luego, Albini pasó Lungs a John Babbin, de la pequeña discográfica local Ruthless Records, que luego lanzó 1500 copias del EP, junto con objetos al azar como un billete de un dólar, un condón usado, fotografías de Bruce Lee y pedazos de papel manchados con sangre.

### 1983: Alineación completa yBulldozer
A inicios de 1983 Albini se encontró con el cantante de Naked Raygun Jeff Pezzati a través de amigos en común, y lo convenció para tocar el bajo en Big Black. Pezzati luego recalcó que Albini "sabía mucho sobre todo el proceso de lanzar un álbum y hacerles saber a los demás de lo que lanzaste", y que Albini "saltaba [de emoción] ante la idea de tener una banda que tocara sus canciones". Ambos luego practicarían en el sótano de Pezzati, y un día el guitarrista de Naked Raygun Santiago Durango bajó al sótano y pidió tocar con ellos. Los tres calzaban perfectamente musicalmente; Albini luego dijo que Durango "terminó siendo absolutamente crucial para Big Black".
Albini "como que estafó" a la pequeña discográfica Fever Records para que financiaran el próximo EP de Big Black, llamado Bulldozer. Albini consiguió su típico sonido de guitarra clank usando uñetas de metal, junto al mástil de su guitarra Travis Bean, que era de aluminio. También es notable la inclusión del baterista Pat Byrne, de Urge Overkill, para acompañar a Roland en las labores de batería. Bulldozer fue grabado con el ingeniero de sonido Ian Burgess y fue lanzado en diciembre de 1983, con las primeras doscientas copias empacadas en un paquete de metal galvanizado, en honor al álbum de Public Image Ltd. Metal Box. Muchas letras del álbum hablaban sobre experiencias de Albini en su infancia: "Cables" habla sobre un grupo de chicos que conoció en Montana, quienes para divertirse veían como asesinaban vacas en un matadero, y "Pigeon Kill" describe un pueblo rural de Indiana que, ante una sobrepoblación de palomas, las alimentó con maíz envenenado.

### 1984: Tour y firma con Homestead Records
Incluso con Bulldozer lanzado, Big Black tenía conciertos con muy poca audiencia en su natal Chicago. Parte de su mala reputación en su ciudad natal se debía a los frecuentes comentarios de Albini contra la escena local. Sin embargo, la banda (y particularmente Albini) no demostraba mayor interés por esto.

No nos significaba nada a nosotros si éramos grandes o no, o si vendíamos un millón de discos o ninguno, así que éramos invulnerables a cometer errores para conseguir el éxito. Para nosotros, cada momento en el cual teníamos todo el control sobre nuestra música y lo que hacíamos con ella significaba éxito... Nunca tuvimos un mánager. Nunca tuvimos un agendador de conciertos. Nunca tuvimos un abogado. Agendábamos nuestros propios conciertos, pagábamos nuestras propias cuentas, hacíamos nuestros propios errores y nunca tuvimos a alguien que nos pusiera en cara algún error. Nunca alguien nos dijo qué teníamos que hacer, y nunca alguien se llevó parte de nuestro dinero.
 Escrito por Steve Albini en las notas de Pigpile.

Luego, empezaron a aventurarse fuera de Illinois, tocando en Madison, Minneapolis, Detroit y Muncie, transportándose ellos mismos y a su equipo en un solo automóvil. Albini manejó la mayoría del trabajo logístico de Big Black, organizando ensayos, agendando horas en el estudio y organizando conciertos y tours. Con su reputación creciendo luego de varios pequeños tours, Albini pudo agendar una seguidilla de conciertos en la costa este, incluyendo shows en Washington D. C., Boston y Nueva York, seguido de un tour europeo en el que fueron aclamados por la prensa musical inglesa. Simultáneamente, Big Black iba ganando popularidad en su ciudad natal, Chicago, pero los miembros de la banda tenían algo de resentimiento; los mismos clubes que meses atrás no les permitían tocar, ahora les rogaban por que volvieran. Incluso, Big Black se negó a tocar en Chicago por un tiempo.
Buscando una mejor distribución, Big Black negoció un acuerdo con Homestead Records. Gerard Cosloy, que era amigo de Albini y trabajaba para Homestead, negoció un acuerdo poco común con la banda: Big Black simplemente licenciaba sus grabaciones a la discográfica por un lapso específico de tiempo, en vez de para siempre, como es típico. Además, Big Black no recibió ninguna paga adelantada; ellos mismos pagaron las grabaciones, y no firmaron ningún contrato. Durango, guitarrista de Big Black, luego explicó: "Veníamos de una perspectiva punk; no queríamos ser succionados al mundo corporativo en el que firmas un contrato porque no confías en que la otra persona cumpla su parte". Big Black suponía que si una discográfica los intentaba estafar, podían hacerlo con o sin contrato, puesto que de todas maneras, no tenían dinero para defenderse.
Albini creía que Big Black no tenía nada que ganar adoptando las tácticas corporativas de una banda de rock normal: "Si no firmas contratos, no tienes que preocuparte de ningún contrato. Si no tienes un rider en tu gira, no tienen ningún rider por el que pelear. Si no tienes un agente de conciertos, no tienes uno con el que pelear". El hecho de que manejara todo lo relacionado con la banda significaba que no tenían que contratar otras personas, con las que tendrían que compartir ganancias. Además, el que no tuvieran un baterista real significaba un miembro menos con el que compartir dinero, y además no tenían que acarrear una batería. Así, Big Black generalmente terminaba con más dinero al final de una gira. Luego, en 1984, se embarcaron en una gira nacional por los Estados Unidos, en preparación para su próximo EP, utilizando la sociedad de bandas independientes de rock para conocer clubes donde podían tocar.

### 1985 - 1986:Racer-XyAtomizer
A fines de 1984, y luego de grabar el EP Racer-X, Pezzati abandonó la banda porque "estar en Big Black se había transformado en muy demandante, se tenía que usar mucho tiempo [en la banda]". Además, todavía formaba parte de Naked Raygun. Durango, a diferencia de Pezzati, optó por abandonar Naked Raygun para dedicarse plenamente a Big Black. Pezzati fue reemplazado por Dave Riley, que se unió a Big Black la semana del lanzamiento de Racer-X, en abril de 1985. Albini dijo que tenía grandes expectativas para Racer-X, pero que resultó ser muy monótono. Big Black ya había empezado a componer canciones para su futuro LP para abril de 1985, escribiendo en la última línea de las notas de Racer-X que "el próximo [álbum] les hará cagarse los pantalones".
El primer LP de Big Black, llamado Atomizer, "presentaba a la banda en su nivel máximo de ruido y furia hasta ese entonces", según Azerrad. El bajo con tintes funk de Riley daba un sentido más melódico a la banda, mientras que las guitarras de Albini y Durango "sonaban más violentas que nunca", continúa. Albini dijo que "simplemente teníamos un porcentaje arriba de lo normal de buenas canciones en el álbum". Las letras del álbum mencionaban gente cometiendo actos malvados: "Big Money" es sobre un policía corrupto, "Bazooka Joe" habla de un veterano de la guerra que se convierte en sicario, "Stinking Drunk" habla de un alcohólico violento y "Fists of Love" habla de sadismo y violencia intrafamiliar. Otra canción polémica fue "Jordan, Minnesota", que describe los casos de abuso sexual infantil en Jordan, Minnesota, en 1983.
"Kerosene", canción incluida en Atomizer, es generalmente citada como una de las mejores canciones de Big Black de su catálogo entero. Azerrad describe el sonido de las guitarras en esta canción como "vidrio rompiéndose", y Kellman, crítico de Allmusic, dice: "innegablemente, es la cima de la carrera de Big Black. Tiene una introducción de guitarra instantáneamente memorable e imposible de emular vocalmente o con gestos. Literalmente, es el "Light My Fire" de Big Black". Riley explicó la letra de la canción: "En la América rural, hay solo dos cosas que se pueden hacer para divertirse: quemar y hacer explotar cosas por diversión, o tener sexo con la chica que se acuesta con cualquiera en el pueblo. "Kerosene" es sobre un tipo que intenta mezclar las dos cosas."
Atomizer se convirtió en un clásico del rock underground, con la prensa nacional alabando a Big Black. Las ventas del álbum tomaron por sorpresa a la banda, vendiendo tres mil copias poco tiempo después de su lanzamiento. Big Black aseguró su distribución en Europa a través de Blast First Records, una discográfica recomendada a Albini por Sonic Youth.
El álbum de compilación The Hammer Party, que combinaba los EP Lungs y Bulldozer, también fue lanzado por Homestead Records. Sin embargo, ésta discográfica - y su distribuidora, Dutch East India Trading - terminó decepcionándolos reiteradas veces. Según Albini, las prácticas de Dutch East India "siempre estaban jodidas. Harían cualquier pequeño truco para no tener que pagarte, como mandarte un cheque sin firmar, o un cheque con un numeral y monto literal diferente". Luego, Homestead pidió hacer cinco mil copias del sencillo "Il Duce", para distribución gratuita a estaciones de radio. La banda aceptó, con la única condición de que no se comercializara, puesto que "Il Duce" ya se había lanzado como sencillo en 1985, y, según Albini, "no queríamos hacer que la gente pagará más dinero solo por una versión alternativa de la misma canción". Sin embargo, unas semanas después del lanzamiento del sencillo, Albini empezó a ver copias del sencillo en tiendas de música fuera de Chicago. Poco tiempo después, descubrió que "Il Duce" no solo se estaba vendiendo en Estados Unidos, sino también en Europa, como un caro y raro "objeto de coleccionador". Aunque Homestead decía que no estaba vendiendo "Il Duce", Albini llamó a uno de los empleados de Homestead simulando ser un potencial comprador del sencillo, y le dijeron que le venderían una copia solo si se encontraba fuera de Chicago. Como resultado de la decepción, Big Black dejó Homestead Records. Aunque la banda recibía potenciales ofertas para hacer lucro con grandes discográficas, optó por mantenerse en una discográfica independiente, firmando con Touch & Go Records; Albini era un buen amigo del dueño de Touch & Go, Corey Rusk.

### 1987:Headache,Songs About Fuckingy separación
El primer lanzamiento bajo el alero de Touch & Go fue el EP Headache, en el otoño de 1987. La carátula en la versión original presentaba la cabeza de una víctima de suicidio con escopeta, partida en dos; el disco entero estaba cubierto con una bolsa negra de plástico, por si algún cliente sensitivo lo veía. En la contratapa había una leyenda que decía "Advertencia: No tan bueno como Atomizer, no se ilusionen". Durango explica: "No creíamos que fuera muy bueno. Éramos honestos con los fans". De hecho, Headache reciclaba los sonidos de Atomizer, mostrando síntomas de que estaba escaseando la creatividad en Big Black. Durango recalcó que "en ese punto, me sentía en blanco, sin más ideas. Creo que habíamos intentado todo lo que podíamos, musicalmente y en el estudio".
Además, estaban creciendo tensiones dentro de la banda. Albini no bebía alcohol, así que Durango y Riley se convirtieron en compañeros de beber, mientras Albini se encargaba de la banda. Sin embargo, Riley tomaba en exceso. Antes de una presentación en el famoso CBGB, mientras estaba ebrio, Riley golpeó a Roland, la caja de ritmos de la banda, y tuvieron que tocar ese concierto con un baterista invitado como reemplazo. Sin embargo, aunque a veces amenazó con hacerlo, Albini nunca despidió a Riley. Otro problema era que Riley ahora estaba en la universidad, y que Albini y Durango tenían trabajo, deberes que limitaron los tours de Big Black. Cuando Durango anunció que pretendía estudiar derecho para convertirse en abogado, los miembros de la banda acordaron que luego de lanzar su próximo álbum, Songs About Fucking, se separarían. A pesar de disfrutar de más fama y difusión comercial, la banda no se arrepintió de su decisión y descartaron la idea del éxito comercial. Albini dijo que estaba feliz de que se separaran, porque "las cosas se estaban poniendo fuera de control".
Con su separación avisada con anticipación, Big Black graba Songs About Fucking, la mitad en un estudio en Londres, y la otra mitad en el estudio casero de Albini. Luego se embarcan en una gira que abarcaba Europa, el Reino Unido, Australia, y los Estados Unidos. En el concierto final de Big Black, en el Georgetown Steam Plant de Seattle, rompieron sus instrumentos al final del concierto.
Inmediatamente luego de la separación fue lanzado Songs About Fucking. Fue el lanzamiento con mejor ventas de Big Black, y los críticos lo aclamaban. El mismo Steve Albini dijo, en una entrevista, que "el lado A de Songs About Fucking es lo mejor de Big Black".

### Después de Big Black

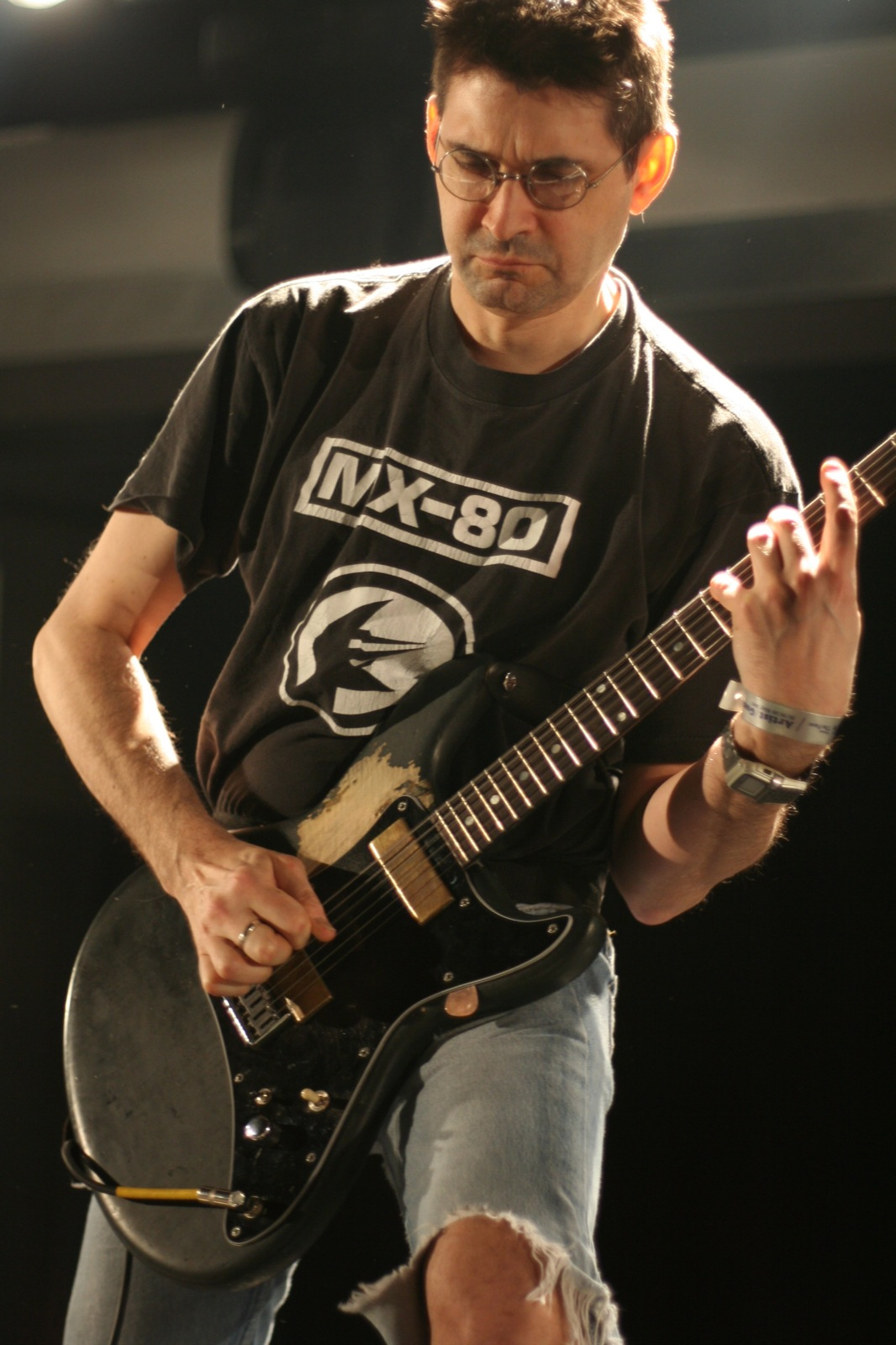
Steve Albini en concierto con Shellac, en el año 2007.

Luego de la separación del grupo, Albini formó Rapeman, de 1987 a 1989, y luego Shellac, de 1992 hasta la actualidad. También empezó a trabajar como ingeniero de sonido, con artistas como Pixies, Nirvana, The Jesus Lizard y Bush. Albini trabajó en discos tan famosos como el In Utero de Nirvana, el Surfer Rosa de los Pixies y el Razorblade Suitcase de Bush. En 1997 abrió su propio estudio de grabación, llamado Electrical Audio. Actualmente, Albini es un ingeniero de sonido muy respetado en la industria, famoso por sus técnicas de posicionamiento de micrófonos, y por su tendencia a dejar la voz con volumen bajo.
Durango estudió derecho, aunque siguió tocando música mientras estudiaba. Lanzó dos EP bajo Touch & Go Records, en su proyecto llamado Arsenal. Luego se convirtió en abogado, con clientes como Touch & Go Records y Cynthia Plaster Caster.
Riley fue miembro de Bull brevemente, pero fue incapacitado por un accidente cerebrovascular en 1995, que al principio pareció un fallido intento de suicidio o una sobredosis de drogas. Ahora, destinado a vivir en su silla de ruedas, tiene un blog llamado "Worthless Goddamn Cripple". El 2004 participó en un proyecto llamado Miasma of Funk, lanzando el álbum Groove on the Mania!. También lanzó un libro de cuentos llamado Blurry and Disconnected: Tales of Sink-Or-Swim Nihilism.
En 1992 todo el catálogo de Big Black fue cambiado a Touch & Go Records. En octubre del mismo año se lanzó Pigpile, un álbum en vivo grabado en Londres durante la gira final de Big Black; también se lanzó The Rich Man's Eight Track Tape, una compilación de Atomizer, Headache y el sencillo "Heartbeat". También se relanzó la compilación The Hammer Party, esta vez en formato CD, y extendida a incluir también las pistas de Racer-X.

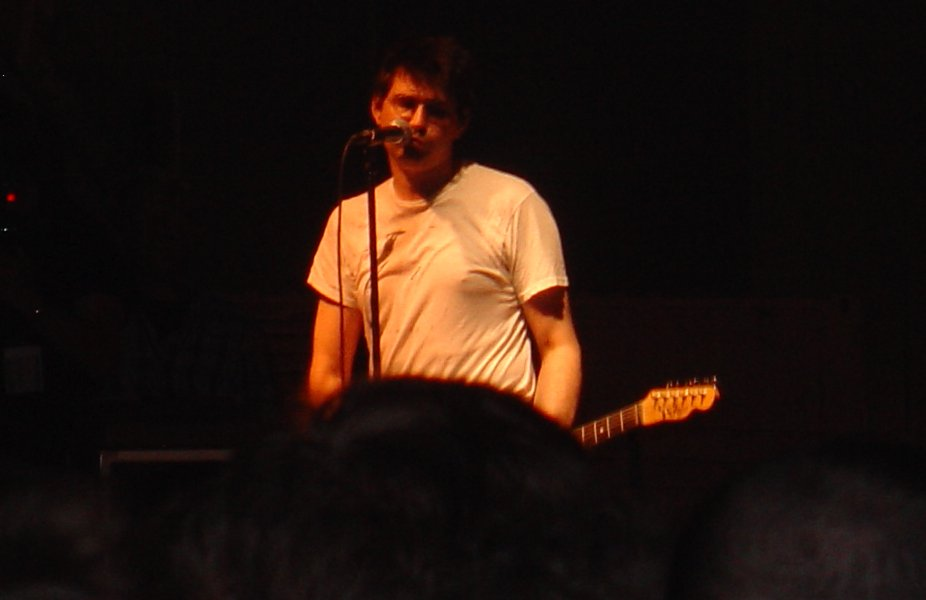
Albini en el concierto en honor a los 25 años de Touch & Go, el 9 de septiembre del 2006.

El 9 de septiembre de 2006, Albini, Durango y el bajista original Jeff Pezzati se reunieron para tocar como Big Black para un único concierto, por la conmemoración de los 25 años de Touch & Go Records. Sin embargo, debido a la apretada agenda de conciertos de Albini con Shellac, solo se tocaron cuatro canciones: "Cables", "Dead Billy", "Pigeon Kill" y "Racer-X". Albini luego dijo que ese concierto "no era una reunión de Big Black, si no que, simplemente... No tocar allí sería como insultar a Touch & Go...". Además, durante el concierto, dijo que "es obvio que no tenemos un ferviente deseo de hacer esto, pero lo hacemos porque amamos a Touch & Go Records, amamos a Corey Rusk [dueño de Touch & Go]... Cuando se habla de la historia de la música rock se tiende a evitar todo lo que está entre los Sex Pistols y Nirvana... Algo empezó en los 80's, y estás viendo la evidencia de ello en todas partes". Luego recalcó que "esta discográfica es lo mejor que me haya pasado en mi vida, y hacemos esto para decir gracias...".
Aunque algunos promotores de giras se acercaron a la banda, Albini dijo firmemente que "una gira es definitivamente algo que no va a pasar".

## Estilo

### Música
El sonido de Big Black amenazaba a la música típica y radio-friendly (literalmente, "amigable a la radio"), creando un sonido que era más ruidoso y agresivo que el punk rock típico. Albini explicó que la banda estaba a favor de la intensidad musical porque su meta era "algo que se sienta intenso mientras lo tocábamos, y no algo que tuviera pequeñas decodificaciones de intensidad. El heavy metal no me parece realmente intenso, me parece más cómico, y el hardcore punk la mayoría del tiempo no era intenso, era infantil. Supongo que así diferenciaría lo que hicimos nosotros con lo que hicieron otros". Riley y Albini han descrito el sonido de Big Black simplemente como "punk rock", en el libro Our Band Could Be Your Life y en las notas de Pigpile, respectivamente. Sin embargo, críticos y músicos han catalogado a la banda como post-punk, indie rock, noise rock, rock alternativo y post-hardcore.
Un componente esencial del estilo de Big Black fue la caja de ritmos Roland TR-606. En vez de intentar emular el sonido de una batería, Big Black prefirió explotar las ventajas que tenía una caja de ritmos contra una batería real. En muchas canciones, Albini programó a Roland para que acentuara el primer y tercer tiempo en un compás, en vez del segundo y cuarto, como sucede en el rock típico.
El sonido de las guitarras también era poco convencional. Albini estaba decidido a "evitar el sonido normal de una guitarra rockera con mucha distorsión", y consiguió su famoso sonido de guitarra muy agudo y no con tanta distorsión, usando un pedal percolator, junto a su guitarra Travis Bean de mástil de aluminio, y uñetas de metal. En contraste, el sonido de Durango era algo más grave y más distorsionado. Esta unión de guitarras daba a Big Black un estilo disonante y noise. Durango dice que "con nuestras guitarras no intentábamos solo tocar guitarra, sino también hacer ruidos con ella".
Los miembros de Big Black fueron influenciados por varios artistas. Albini era fan de bandas punk como Suicide, Ramones, The Stooges y Naked Raygun. Cuando Dave Riley se unió a la banda en 1985, trajo con el un pequeño toque funk. A lo largo de la vida de Big Black, se hicieron varios covers: "Rema-Rema", de Rema-Rema, "The Payback", de James Brown, "Hearbeat", de Wire, "He's A Whore", de Cheap Trick, "Das Model", de Kraftwerk, y "In My House", de Mary Jane Girls.

### Letras
Las canciones de Big Black exploraban el lado oscuro de la cultura americana, tratando temas tabú como mutilación, asesinato, violación, acoso sexual infantil, piromanía, racismo y misoginia. "Eso simplemente era lo que me interesaba como un graduado de la universidad bohemio", dijo Albini. "Para nosotros, nada estaba fuera de los límites, nada era demasiado loco como para no hablar de ello", agregó. Muchas de sus canciones contaban "mini-historias" sobre sociópatas que cometen actos malvados. Algunas canciones, como "Cables", "Pigeon Kill" y "Jordan, Minnesota" estaban basadas en eventos reales; "Cables" hablaba de la matanza de vacas en un matadero de Montana, "Pigeon Kill" hablaba de una ciudad rural en Indiana que, ante una sobrepoblación de palomas, las alimentó con maíz envenenado, y "Jordan, Minnesota" hablaba de los encarcelamientos de varios adultos, acusados de abuso sexual infantil, en 1983 en Jordan, Minnesota.

### En vivo
En el escenario, Big Black presentaba un show intenso que estaba a la par con su música. Albini prendería fuego a un par de petardos al iniciar el concierto, una tradición que acarreó desde los primeros conciertos de la banda, hasta el último concierto de Big Black en Seattle, y el show en honor a Touch & Go Records el 9 de septiembre de 2006. Además, para iniciar varias canciones, Albini contaría "one, two, fuck you!". Albini usaba correas de guitarra como si fueran un cinturón, alrededor de la cintura, lo que le permitía saltar por todo el escenario.
Durante performances de "Jordan, Minnesota", el final sería alargado a compases enteros de retroalimentación de guitarra, con Albini gimiendo como si fuera uno de los niños abusados de los que habla la canción. "Era bastante incomodo de ver", dice Durango. También respondían a los hecklers con ácidos comentarios y chistes deliberadamente molestos.

## Influencia
A través de su estilo agresivo de tocar guitarra y el uso de una caja de ritmos, Big Black fue un precursor del rock industrial. Estéticamente, la actitud firme de la banda, sus ideales, independencia e insistencia en tener poder sobre su propia música tuvieron un gran impacto en la creciente comunidad de rock independiente. "Big Black es el tipo de banda en la que a otras bandas no les gustaría convertirse, o como no debería ser una banda, según muchos", dice Mark Deming.

Organizadamente, estábamos atados a unos cuantos ideales: Tratar a todos con cuanto respeto se merezcan (y no más), evitar a la gente que cuestione nuestra ambición (siempre tienen un ángulo), operar lo más posible fuera de la escena musical (nunca fue nuestro territorio) y ignorar a cualquiera hablando mierda de nosotros en el proceso.
Escrito por Steve Albini en las notas de Pigpile.

## Miembros
- Steve Albini - voz principal, guitarra eléctrica, programación de Roland (1981-1987, reunión de 2006)
- Santiago Durango - guitarra eléctrica, segunda voz (1983-1987, reunión de 2006)
- Jeff Pezzati - bajo, segunda voz (1983-1984, reunión de 2006)
- Dave Riley - bajo, segunda voz (1985-1987)

La caja de ritmos de la banda, una Roland TR-606, es acreditada como "Roland" en sus lanzamientos.

## Discografía
La discografía entera de Big Black consiste en dos álbumes de estudio, dos álbumes en vivo, dos álbumes de compilación, cuatro EP y cinco sencillos:

### Álbumes de estudio
- Atomizer (1986, bajo Homestead Records)[73]
- Songs About Fucking (1987, bajo Touch and Go Records)[74]

### Álbumes en vivo
- Sound of Impact (1987, bajo Blast First Records)[75]
- Pigpile (1992, bajo Touch and Go Records)[50]

### Compilaciones
- The Hammer Party (1986, bajo Homestead Records)[76]
- The Rich Man's Eight Track Tape (1992, bajo Touch and Go Records)[51]

### EP
- Lungs (1982, bajo Ruthless Records)[77]
- Bulldozer (1983, bajo Fever Records)[78]
- Racer-X (1984, bajo Homestead Records)[79]
- Headache (1987, bajo Touch and Go Records)[80]

### Sencillos
- Rema-Rema (1985, bajo Forced Exposure)
- Il Duce (1985, bajo Homestead Records)
- Heartbeat (1987, bajo Touch and Go Records)
- He's a Whore / The Model (1987, bajo Touch and Go Records)
- In My House (1992, bajo Touch and Go Records)